# アタラリック
アタラリック（Athalaric, 516年 - 534年10月2日、在位：526年 - 534年）は、東ゴート王国の第2代国王。母方の祖父にあたる大王テオドリックの跡を継いだ。イタリア語ではアタラーリコ（Atalarico）。

## 生涯
アタラリックは、西ゴート族でアマル家の血筋とされるエウタリックと、大王テオドリックの娘アマラスンタの息子である。アタラリックの父エウタリックは、テオドリック大王が後継者として指名し、これは東ローマ帝国からも承認されていた。しかし、エルタリックが523年に急逝したため、アタラリックはわずか7歳にして王位継承者となった。本来であれば父の死後、王位の継承はテオドリックの甥テオダハドに渡るはずであるが、彼はテオドリックに嫌われていたため、アタラリックがテオドリックの直接の後継者となったのである。
アタラリックは10歳で正式に国王となったが、幼少のため政治は摂政となった母親が握った。彼の治世に東ゴート王国が瓦解することはなく、530年にはパンノニアに侵入したゲピド族を、後に東ゴート王国の王となる将軍ウィティギスが撃退するなど、軍の結束は固く、有効に機能していた。しかし、宮廷では母アマラスンタとその反対派による政治的な闘争が繰り広げられており、アマラスンタは反対派との駆け引きを行わざるを得なかった。アタラリックは母親によってローマ式の教育を受けていたらしいが、反アマラスンタ派によってこれが糾弾され、アタラリックはゴート族特有の派手好みな生活をおくるようになったらしい。そして、これが彼の死を早めたと言われている。534年に18歳にて病死した。